# Gmina Egvad
Gmina Egvad (duń. Egvad Kommune) – w latach 1970–2006 (włącznie) jedna z gmin w Danii w ówczesnym okręgu Ringkjøbing Amt. 
Siedzibą władz gminy było miasto Tarm. 
Gmina Egvad została utworzona 1 kwietnia 1970 na mocy reformy podziału administracyjnego Danii. Po kolejnej reformie administracyjnej w roku 2007 weszła w skład nowej gminy Ringkøbing-Skjern.

## Dane liczbowe
- Liczba ludności: (♀ 4811 + ♂ 4585) = 9396
  - wiek 0-6: 9,0%
  - wiek 7-16: 14,9%
  - wiek 17-66: 60,9%
  - wiek 67+: 15,2%
- zagęszczenie ludności: 25,0 osób/km²
- bezrobocie: 3,8% osób w wieku 17-66 lat
- cudzoziemcy z UE, Skandynawii i USA: 173 na 10 000 osób
- cudzoziemcy z krajów Trzeciego Świata: 180 na 10 000 osób
- liczba szkół podstawowych: 5 (liczba klas: 63)